# Phialophora benthica
Phialophora benthica är en svampart som beskrevs av K.R. Millar 1990. Phialophora benthica ingår i släktet Phialophora och familjen Herpotrichiellaceae.   Inga underarter finns listade i Catalogue of Life.